# آرنه اولسون
آرنه اولسون (بالسويدية: Arne Olsson)‏ هو قسيس سويدي، ولد في 1930.